# Tala Rana
 (novembre 2016).
Si vous disposez d'ouvrages ou d'articles de référence ou si vous connaissez des sites web de qualité traitant du thème abordé ici, merci de compléter l'article en donnant les références utiles à sa vérifiabilité et en les liant à la section « Notes et références ».
Tala Rana est un site touristique dans la commune de Saharidj, wilaya de Bouira, au-dessous du mont Lalla-Khadîdja qui est à 2 308 m, le monument consacré à Lalla Khadîdja est au niveau d'Ivelvaren, juste avant d'arriver à Tala Rana en allant de Saharidj.